# Shenay Perry
Shenay Perry (Washington DC, Estats Units, 6 de juliol de 1984) és una jugadora de tennis professional retirada i entrenadora estatunidenca.
Va desenvolupar la seva trajectòria majoritàriament al circuit ITF, on va aconseguir diversos títols individuals i de dobles femenins, però no va aconseguir cap èxit al WTA Tour. Va arribar al 40è lloc del rànquing individual femení (2006) i el 97è del rànquing de dobles femenins (2003). Va formar part de l'equip estatunidenc de la Fed Cup únicament en una eliminatòria. Es va retirar com a tennista l'any 2010 i va començar a exercir com a entrenadora.
Començà la seua carrer professional en 2004 a Auckland, quan abastà el quarts de final amb una victòria front a Virginia Ruano Pascual. Al Roland Garros del 2006, Perry arribà a la tercera ronda.

## Trajectòria

### Individual
| Open d'Austràlia | A   | 1R | A   | 1R | 1R  | A   | A   | 1R  | 0 / 4 | 0 – 4 |
| Roland Garros | A   | 2R | 1R  | 3R | 2R  | A   | A   | 1R  | 0 / 5 | 4 – 5 |
| Wimbledon | A   | 1R | 3R  | 4R | 1R  | A   | A   | 2R  | 0 / 5 | 6 – 5 |
| US Open | 1R  | 1R | 2R  | 1R | A   | 1R  | 2R  | A   | 0 / 6 | 2 – 6 |
| Rànquing a final d'any | 143 | 69 | 112 | 43 | 216 | 238 | 115 | 190 |       |       |
| Llegenda: G: Guanyadora; F: Finalista; SF: Semifinalista; QF: Quarts de final; Q: Qualificació; A: Absent; RR: Round Robin; |     |    |     |    |     |     |     |     |       |       |

### Dobles femenins
| Open d'Austràlia | A   | 1R  | A | A   | 2R | A   | A   | 2R  | 0 / 3 | 2 – 3 |
| Roland Garros | A   | 1R  | A | 1R  | 2R | A   | A   | A   | 0 / 3 | 1 – 3 |
| Wimbledon | A   | 1R  | A | 1R  | A  | A   | A   | A   | 0 / 2 | 0 – 2 |
| US Open | 2R  | 1R  | A | A   | A  | 1R  | 1R  | A   | 0 / 4 | 1 – 4 |
| Rànquing a final d'any | 105 | 212 | – | 326 | –  | 186 | 219 | 203 |       |       |
| Llegenda: G: Guanyadora; F: Finalista; SF: Semifinalista; QF: Quarts de final; Q: Qualificació; A: Absent; RR: Round Robin; |     |     |   |     |    |     |     |     |       |       |